# باكال
باكال (بالروسية: Бакал) هي إحدى مدن روسيا في الكيان الفدرالي الروسي تشيليابينسك أوبلاست.